# Point de Vue (film)
Point de vue è un documentario diretto da Bernhard Lehner e Andres Pfaeffli nel 1991. Fu presentato l'anno successivo al Locarno Film Festival.

## Trama
Il film si compone di due parti che si alternano: la parte documentaristica, girata a colori, in cui lo storico della fotografia Helmut Gernsheim esplora le vicende legate alla prima fotografia realizzata al mondo; la parte narrativa, girata in bianco e nero in omaggio al cinema neorealista italiano, si ispira al racconto “Le avventure di un fotografo” (1955) di Italo Calvino inserito nella raccolta Gli amori difficili, che solleva interrogativi sull'utilizzo della fotografia come mezzo.
La prima fotografia fu scattata da Nicéphore Niépce nel 1826. La foto, scattata dalla finestra del suo studio a Saint-Loup-de-Varennes, era una semplice veduta contenente l'angolo di una casa, il tetto di un fienile e una torre e un albero sullo sfondo. La tecnica di allora non permetteva una sufficiente risoluzione dei dettagli, ma con l'aiuto della moderna tecnologia è stato possibile esaltare e quindi rendere visibili le sottili tracce dell'immagine. Gli autori, attraverso varie interviste, ricostruiscono la storia dell'immagine, ma fanno anche riflettere sull'evoluzione della fotografia e sulla percezione delle immagini in generale. 
La parte narrativa è la vicenda di Antonino Paraggi, che fotografa ossessivamente la sua compagna Bice.

## Produzione
La parte documentaristica fu girata nei luoghi legati alla prima foto di Niépce, dalla Francia agli Stati Uniti mentre la parte narrativa fu girata in Italia tra Ferrara e il litorale comacchiese.